# Збірна Норвегії з біатлону
Збірна Норвегії з біатлону — команда, яка представляє Норвегію на міжнародних турнірах з біатлону.

## Олімпійські ігри
По кількості золотих, срібних і бронзових медалей, здобутих на Олімпійських іграх, Норвегія поступається лише збірним Росії і Німеччини. Чоловіча команда має більші успіхи на світовій арені, ніж жіноча.
- Першу медаль для Норвегії здобув Олав Йордет в 1964 році (на других за рахунком зимових Олімпійських іграх, де участь брали біатлоністи).
- Перша золота нагорода здобута вже 1968 року, на наступній олімпіаді, Магнаром Сольбергом.
- На п'яти Олімпійських іграх підряд з 1976 по 1994 роки норвежці залишались без медалей: винятком стали тільки ігри в Сараєво, де Норвегія завоювала по одній медалі кожного ґатунку.
- 1998 року Норвегія здійснила несподіваний ривок, здобувши 5 нагород, дві з яких стали золотими. Жінки завоювали свою першу медаль — бронзу в естафеті.
- 2002 року нова зірка норвезького біатлону Уле-Ейнар Б'єрндален став абсолютним Олімпійським чемпіоном, здобувши 4 «золота», жінки в естафеті завоювали «срібло», а Лів Ґрете Пуаре стала першою норвежкою, яка виборола медаль в особистій гонці. Підсумок — 6 медалей.
- В Турині 2006 року норвезькі атлети повторили досягнення попередніх змагань: вони завоювали знов 6 медалей, але без золотих, а жінки взагалі залишились без нагород.
- У Ванкувері 2010 року Норвегія завоювала 5 нагород, три золота і два срібла. Золото команді принесли Еміль Гегле Свендсен, Тура Бергер і чоловіча естафетна команда.
- В Сочі 2014 року біатлоністи Норвегії принесли в скарбничку своєї збірної 6 олімпійських медалей: три золота, одне срібло і дві бронзи. В першому чоловічому спринті свою сьому олімпійську перемогу сенсаційно здобув сорокарічний Уле-Ейнар Б'єрндален. В чоловічому мас-старті фотофініш визначив переможцем Еміля Гегле Свендсена. Третє золото здобуто в змішаній естафеті зусиллями Тури Бергер, Тіріл Екгофф і все тих же Б'єрндалена з Свендсеном. 40-літній Б'єрндален виграв свою 13-у за кар'єру олімпійську медаль, чого раніше не спромігся жоден спортсмен на зимових Олімпійських іграх.

| Команда             | Золото | Срібло | Бронза | Всього |
| ------------------- | ------ | ------ | ------ | ------ |
| Норвегія            | 12     | 11     | 6      | 29     |
| Норвегія (Чоловіки) | 11     | 9      | 5      | 25     |
| Норвегія (Жінки)    | 1      | 2      | 1      | 4      |

### Чоловіки
Медалі Олімпійських ігор завойовували 15 спортсменів, четверо з яких продовжують виступи на даний момент — Уле-Ейнар Б'єрндален, Еміль Гегле Свендсен і Тар'єй Бо. Уле-Ейнар Б'єрндален є найтитулованішим членом команди.
Таблиця медалей з урахуванням всіх гонок
Жирним шрифтом виділені діючі біатлоністи.
| Місце | Спортсмен            | Золото | Срібло | Бронза | Всього |
| ----- | -------------------- | ------ | ------ | ------ | ------ |
| 1     | Уле-Ейнар Б'єрндален | 8      | 4      | 1      | 13     |
| 2     | Халвар Ханевольд     | 3      | 2      | 1      | 6      |
| 3     | Еміль Гегле Свендсен | 4      | 1      | -      | 4      |
| 4     | Магнар Сольберг      | 2      | 1      | -      | 3      |
| 5     | Фруде Андресен       | 1      | 1      | 1      | 3      |
| -     | Ейрік Квалфосс       | 1      | 1      | 1      | 3      |
| 7     | Егіл Г'єлланд        | 1      | 1      | -      | 2      |
| 8     | Тар'єй Бо            | 1      | 1      |        |        |
| 9     | Олав Йордет          | -      | 1      | 1      | 2      |
| 10    | Даг Б'єрндален       | -      | 1      | -      | 1      |
| -     | Йон Істад            | -      | 1      | -      | 1      |
| -     | Ула Верхауг          | -      | 1      | -      | 1      |
| -     | Г'єлл Сьобак         | -      | 1      | -      | 1      |
| -     | Рольф Сторсвеен      | -      | 1      | -      | 1      |
| -     | Одд Лірус            | -      | 1      | -      | 1      |

#### Таблиця медалей без врахування командних гонок
Тільки 7 спортсменам Норвегії вдалося завоювати медалі в особистих гонках, при цьому двоє з них продовжують виступи і на сьогоднішній день.
Жирним шрифтом виділені діючі біатлоністи.
| Місце | Спортсмен            | Золото | Срібло | Бронза | Всього |
| ----- | -------------------- | ------ | ------ | ------ | ------ |
| 1     | Уле-Ейнар Б'єрндален | 5      | 2      | 1      | 8      |
| 2     | Магнар Сольберг      | 2      | -      | -      | 2      |
| 3     | Халвар Ханеволд      | 1      | 1      | 1      | 3      |
| 4     | Еміль Гегле Свендсен | 2      | 1      | -      | 3      |
| 5     | Ейрік Квалфосс       | 1      | -      | 1      | 2      |
| 6     | Фруде Андресен       | -      | 1      | 1      | 2      |
| 7     | Олав Йордет          | -      | -      | 1      | 1      |

### Жінки

#### Таблиця медалей з урахуванням всіх гонок
Тільки 7 норвежок змогли завоювати медалі на Олімпійських іграх. Всі з них завершили свої виступи на професійному рівні. Окрім Марте Олсбю-Ройселанд та Тіріл Екгофф.
| Місце | Спортсмен              | Золото | Срібло | Бронза | Всього |
| ----- | ---------------------- | ------ | ------ | ------ | ------ |
| 1     | Тура Бергер            | 2      | 1      | 1      | 4      |
| 2     | Лів-Грете Пуаре        | -      | 2      | 1      | 3      |
| 3     | Тіріл Екгофф           | 1      | -      | 2      | 3      |
| 4     | Марте Олсбю-Ройселанд  | ⠀⠀⠀⠀⠀- | ⠀⠀⠀⠀⠀2 | ⠀⠀⠀⠀⠀- | ⠀⠀⠀⠀⠀2 |
| 5     | Анн-Геллен Шелбрей     | -      | 1      | 1      | 2      |
| -     | Гунн Маргіт Андреассен | -      | 1      | 1      | 2      |
| 6     | Аннетте Сіквеланн      | -      | 1      | -      | 1      |
| -     | Лінда Груббен          | -      | 1      | -      | 1      |

#### Таблиця медалей без врахування командних гонок
| Місце | Спортсмен             | Золото | Срібло | Бронза  | Всього   |
| ----- | --------------------- | ------ | ------ | ------- | -------- |
| 1     | Тура Бергер           | 1      | 1      | 2       |          |
| 2     | Марте Олсбю-Ройселанд | ⠀⠀⠀⠀⠀- | ⠀⠀⠀⠀⠀1 | ⠀⠀⠀⠀⠀⠀- | ⠀⠀⠀⠀⠀⠀⠀1 |
| -     | Лів-Грете Пуаре       | -      | 1      | -       | 1        |
| 3     | Тіріл Екгофф          | -      | -      | 1       | 1        |